# کریسپن سورهیندو
کریسپن آنسلم سورهیندو (انگلیسی: Crispin Anselm Sorhaindo؛ زادهٔ ۲۳ مه ۱۹۳۱ – درگذشتهٔ ۱۰ ژانویه ۲۰۱۰) یک سیاست‌مدار اهل دومینیکا بود.